# Nenasičeni aciklični ogljikovodiki
Nenasičeni aciklični ogljikovodiki so spojine ogljika (C) in vodika (H), ki imajo v svojih molekulah dvojne ali trojne vezi, in so razporejeni v verigo (so aciklični). Pod njih spadajo alkeni in alkini.So spojine kjer se C atomi med seboj povezujejo v odprte verige.Potrebna sta vsaj 2 ogljikova atoma lahko pa jih je tudi več 100. S pojine lahko zapišemo z mulekulsko,strukturno ali racionalno formulo.